# El Harrach Gare (métro d'Alger)
Pour les articles homonymes, voir El-Harrach (homonymie).
El Harrach Gare est une station de la ligne 1 du métro d'Alger, mise en service le 4 juillet 2015.

## Caractéristiques
La station El Harrach Gare se situe à l'ouest de la gare ferroviaire d'El Harrach, sur le territoire de la commune de Bourouba près du quartier de la gare.
Elle dispose d'une grande bouche de sortie principale au niveau du chemin de Bachdjerrah et d'un second depuis la gare à moins de 40 m des quais. Elle est équipée d'un ascenseur pour les personnes à mobilité réduite.

## Historique
La station fait partie de l'extension B  de la ligne 1 du métro d'Alger, mise en service le 4 juillet 2015.

## Services aux voyageurs

### Accès et accueil
- Sortie n°1 : gare d'El Harrach
- Sortie n°2 : route de Bachdjerrah

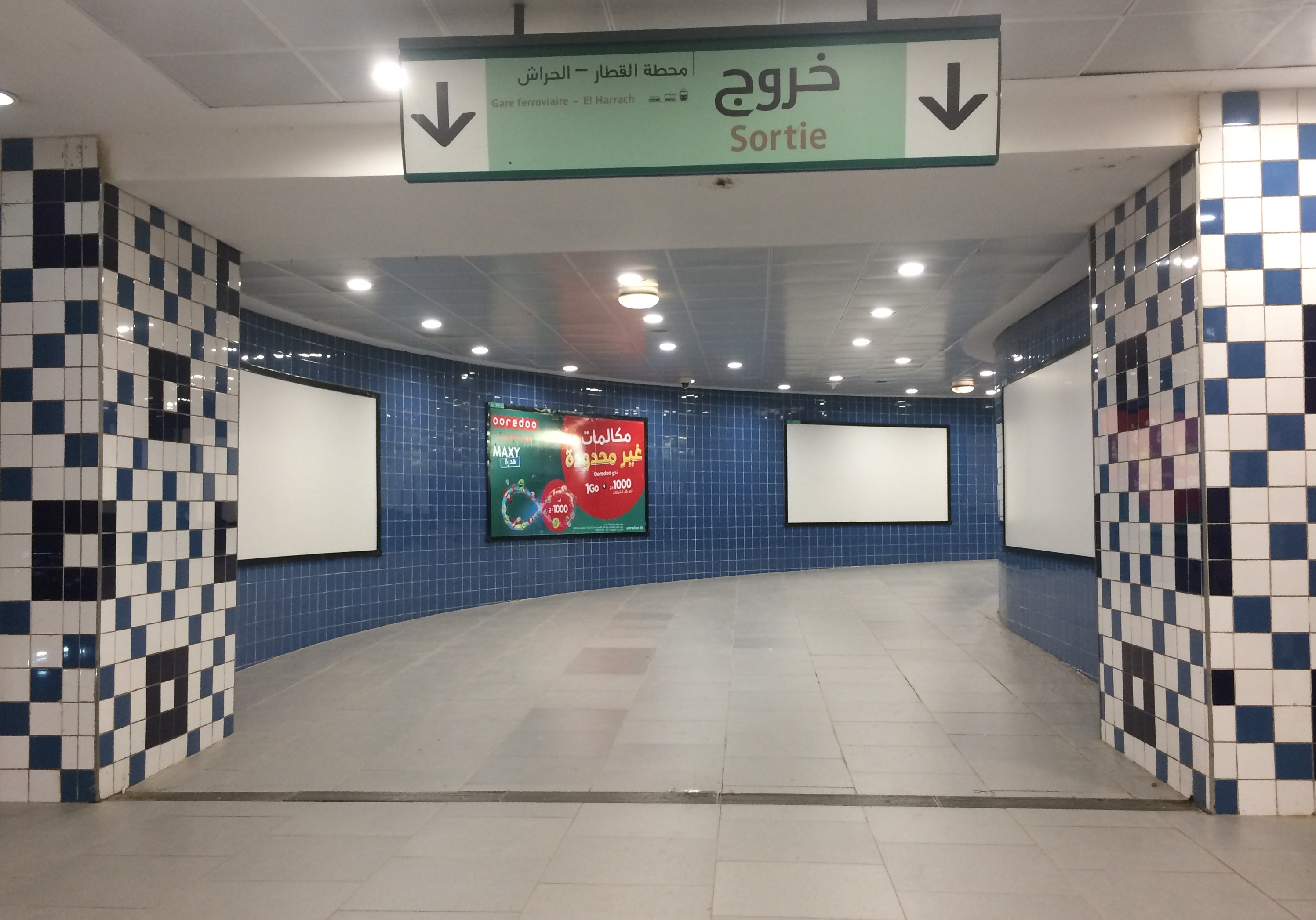
Accès à la gare ferroviaire d'El Harrach depuis la station El Harrach Gare.
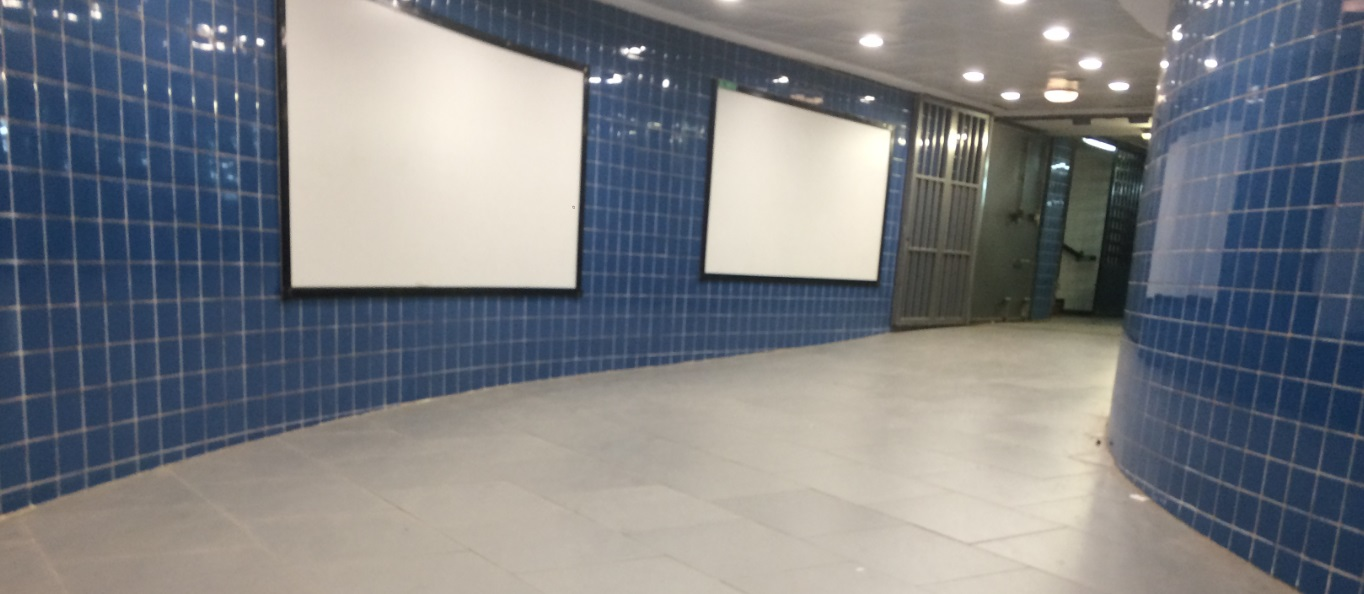
Accès à la gare ferroviaire d'El Harrach depuis la station El Harrach Gare.
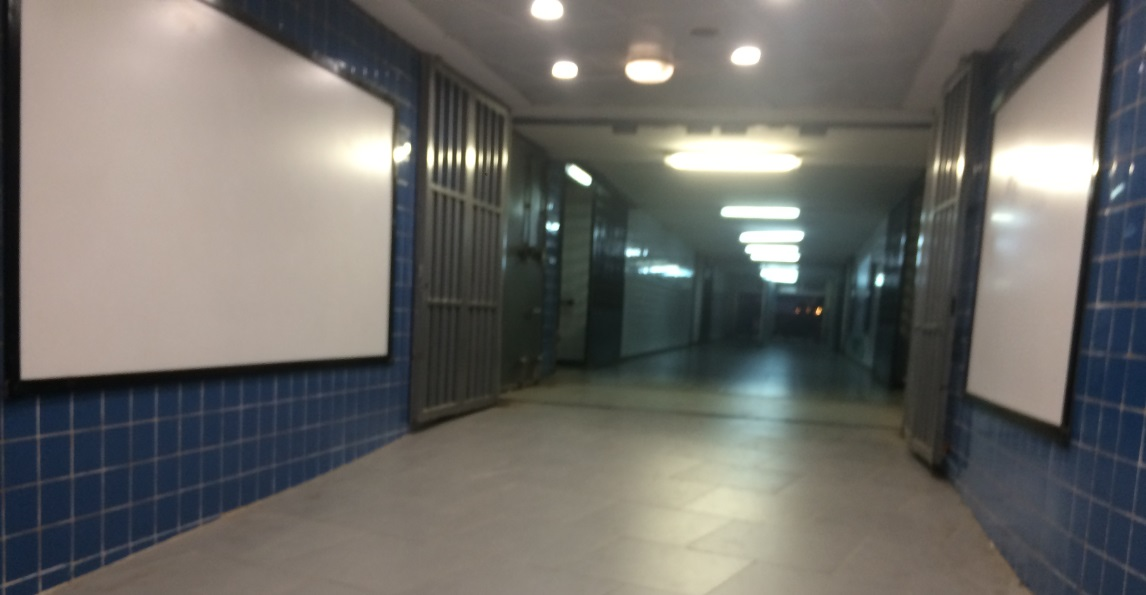
Accès à la gare ferroviaire d'El Harrach depuis la station El Harrach Gare.

### Intermodalité
- Lignes de bus ETUSA : ligne 1.
- Trains de la SNTF : réseau ferré de la banlieue d'Alger à la gare d'El Harrach et grandes lignes.

## À proximité
- La gare d'El Harrach
- CEM Mahmoud Mentouri

## Galerie de photographies

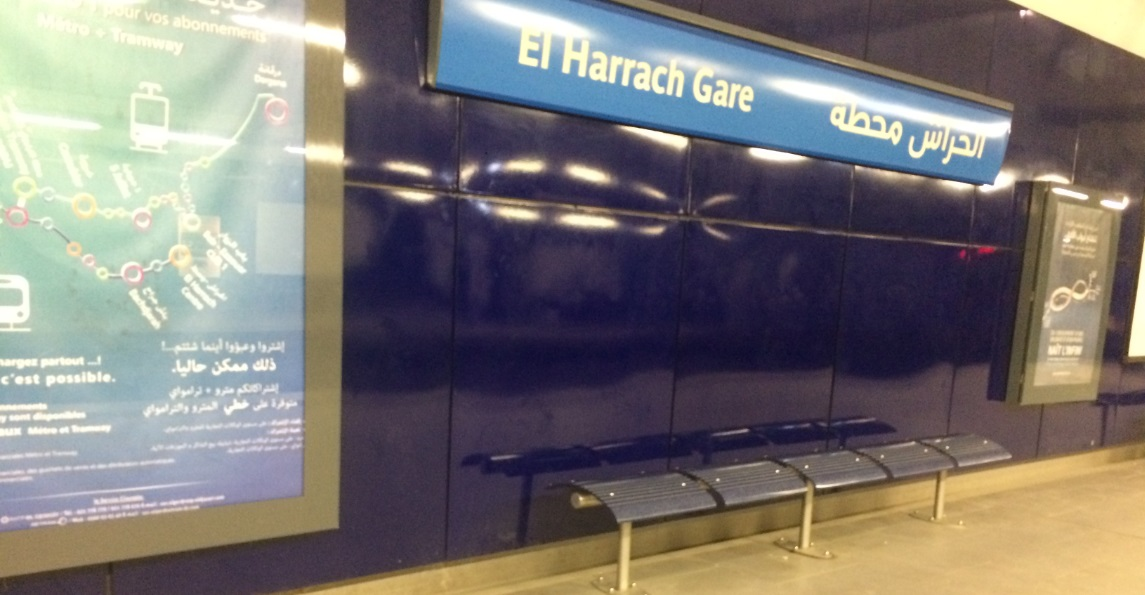
Un des quais de la station El Harrach Gare.
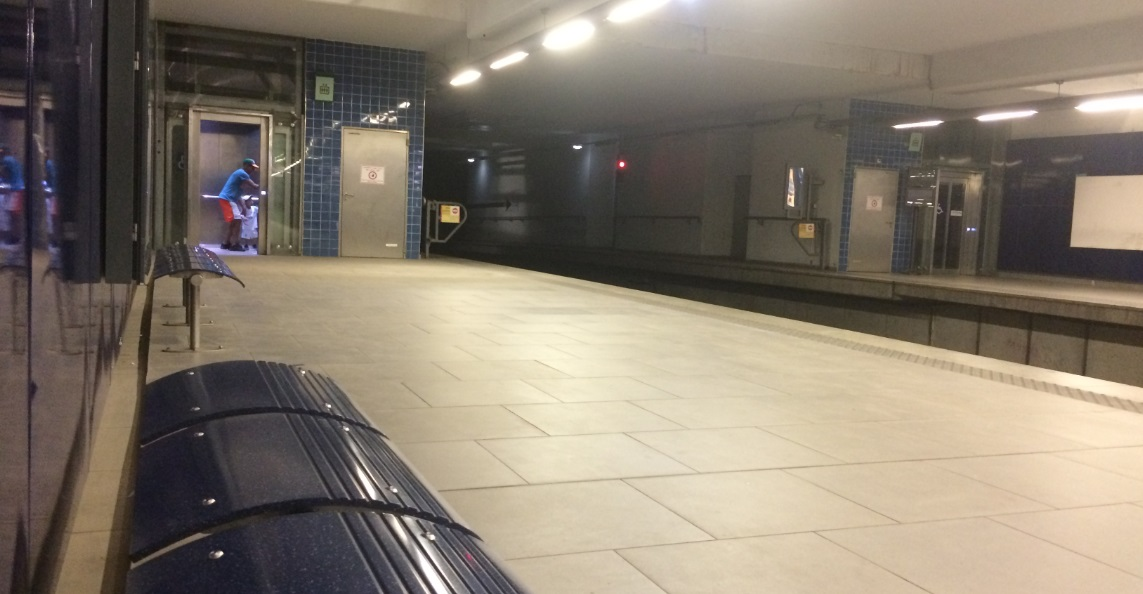
Ascenseur sur un quai de la station El Harrach Gare.
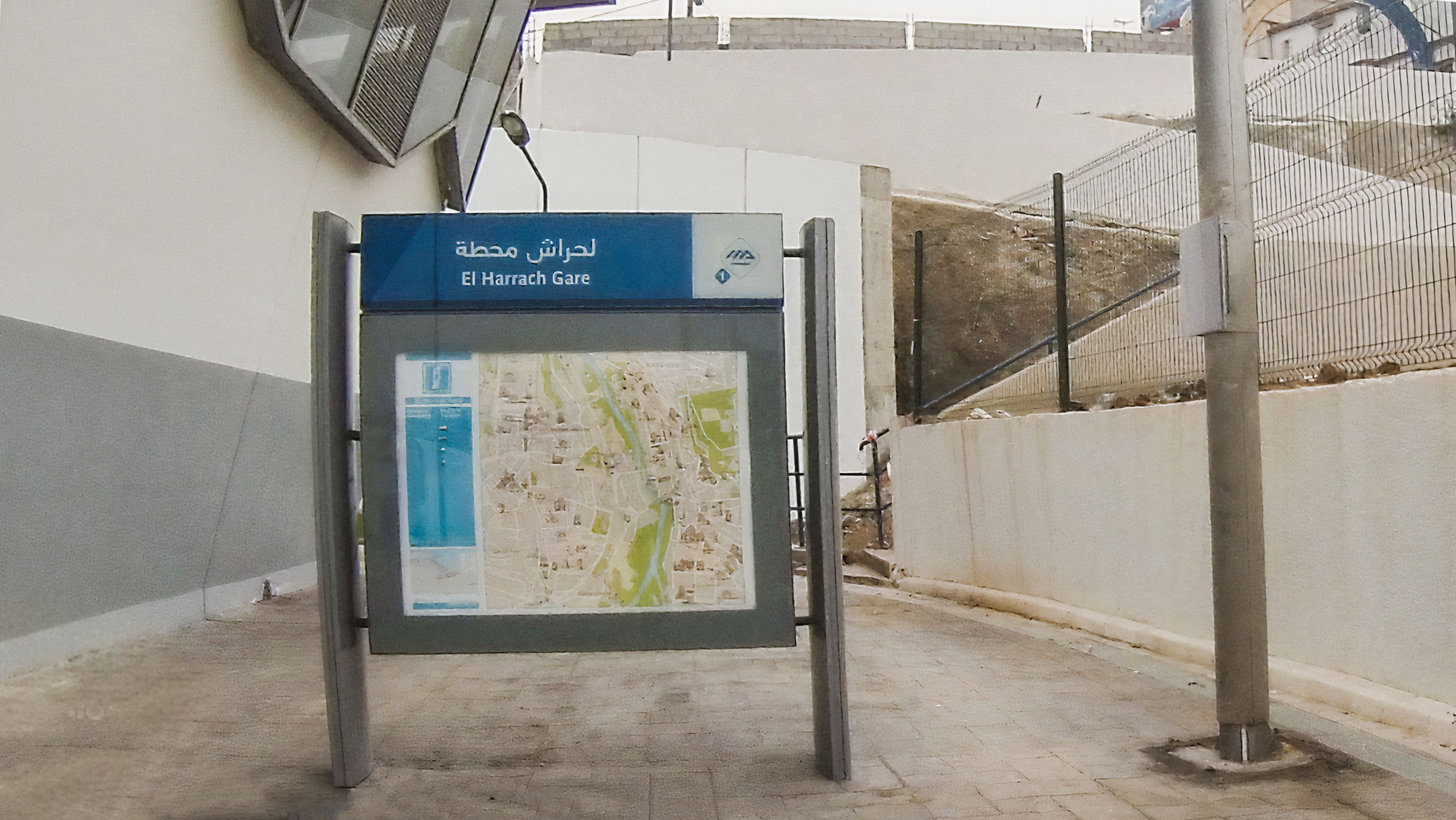
Parvis de la station de métro El Harrach Gare.
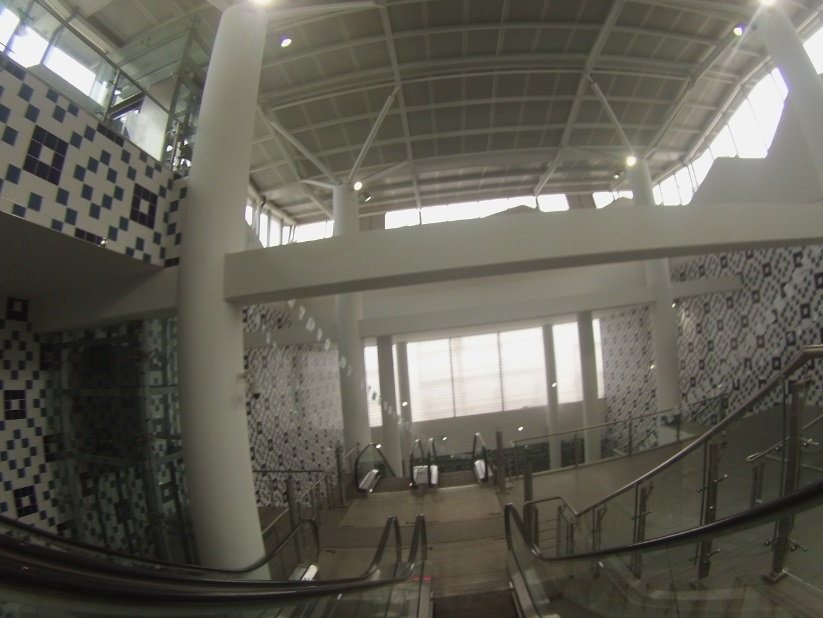
Intérieur de la station de métro El Harrach Gare.